# Лозина-Лозинский, Алексей Константинович

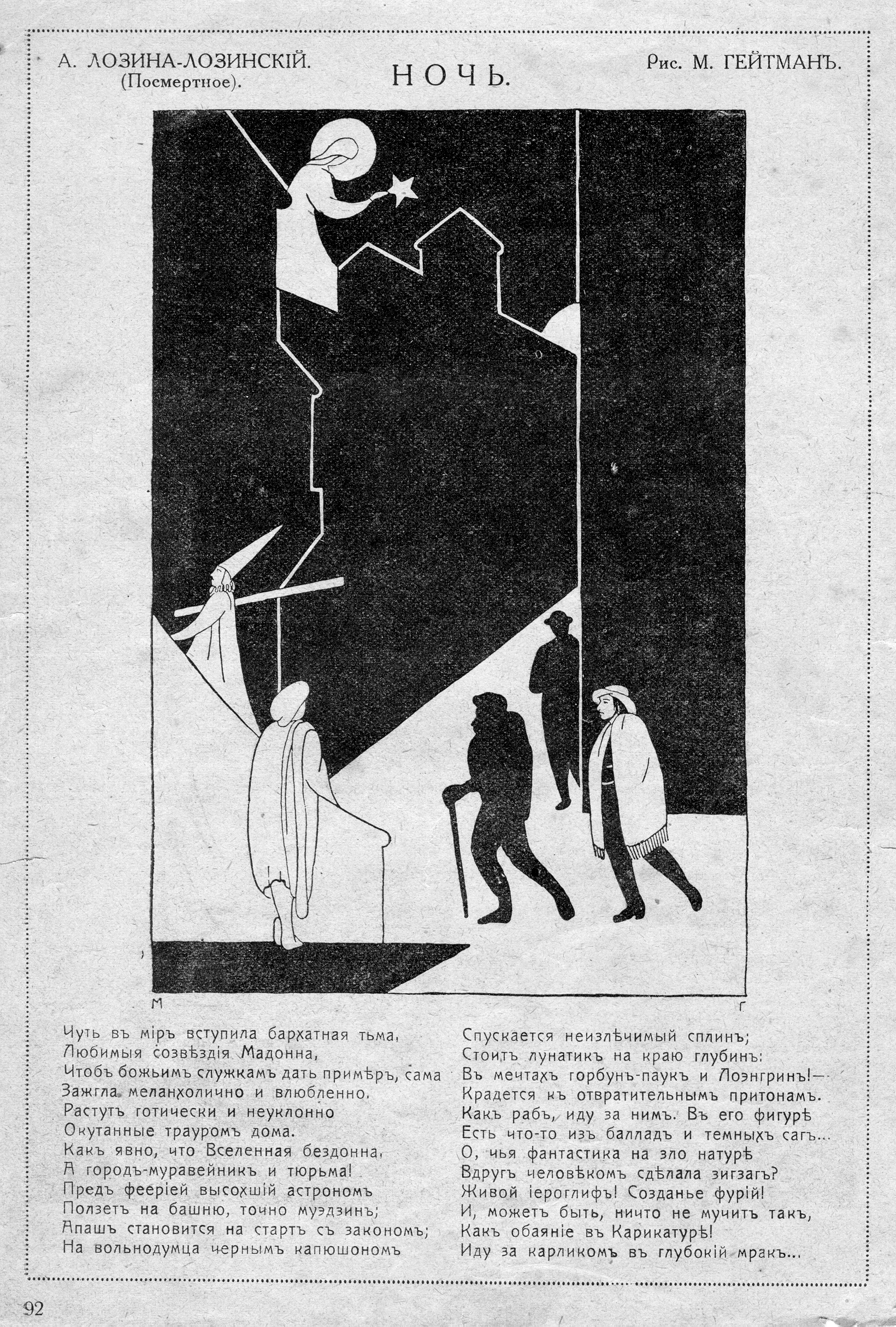
А. Лозина-Лозинский. «Ночь». Рисунок М. Гейтман. 1916. Страница из журнала.

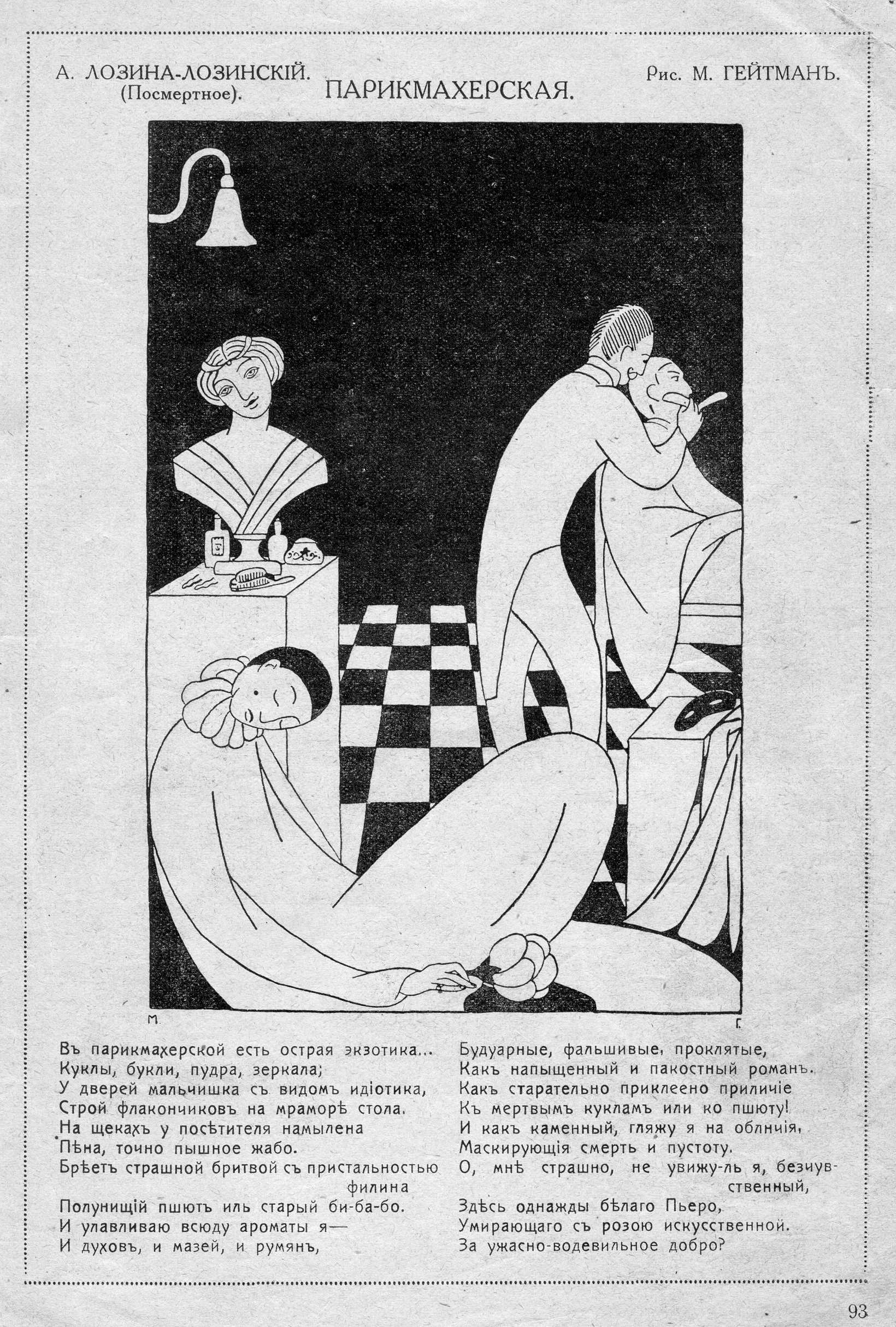
А. Лозина-Лозинский. «Парикмахерская». Рисунок М. Гейтман. 1916. Страница из журнала.

Алексе́й Константи́нович Лози́на-Лози́нский (29 ноября (11 декабря) 1886, Санкт-Петербург — 5 (18) ноября 1916, Петроград) — русский поэт, прозаик и переводчик, драматург, критик. Поэт «без групп», запомнившийся современникам «не столько стихами, сколько обликом и смертью, а потомками был прочно забыт. Свой оригинальный стиль с мрачновато-развязной бравадой он выработал лишь в последние годы своей недолгой жизни». Автор нескольких поэтических сборников, поэмы «Петербург» (1912—1913; в сборнике «Благочестивые путешествия», Петроград, 1916).

## Биография
Родился в семье земских врачей народнических убеждений. Отец, Константин Степанович Лозина-Лозинский, происходил из старинного рода дворян Подольской губернии, полная фамилия — Любич-Ярмолович-Лозина-Лозинский. Мать Варвара Карловна — дочь генерал-лейтенанта К. Ф. Шейдемана, героя Крымской войны. Старший брат Владимир стал протоиереем (в 2000 году причислен к лику святых Русской православной церкви).
В 1888 году, когда Алексею Лозина-Лозинскому было два года, от тифа, во время борьбы с эпидемией в городе Духовщина Смоленской губернии, умерла его мать. После этого отец переехал в Петербург, где работал врачом на Путиловском заводе.
Окончив гимназию, Лозина-Лозинский поступил в Петербургский университет. Оттуда был исключён за участие в студенческих беспорядках. Ещё с гимназических лет принимал участие в революционной работе. Его трижды арестовывали. Один год (1912—1913) Алексей Лозина-Лозинский пробыл на острове Капри. Там он встречался с Максимом Горьким, но симпатии между ними не возникло.
В 19 лет из-за несчастного случая лишился ноги и ходил с протезом. Собираясь на охоту, молодой человек небрежно бросил в лодку заряженное ружьё. Прогремевший выстрел раздробил колено; следствием этой тяжёлой травмы и явилась ампутация ноги. Поэт трижды покушался на самоубийство. 2 ноября 1909 года после неудавшейся студенческой забастовки (по случаю вывода из университета евреев-второгодников) Алексей Лозина-Лозинский выстрелил себе в грудь. Это была первая попытка самоубийства. 31 января 1914 года Алексей совершил вторую попытку: в ресторане «Рекорд» в кругу нескольких литераторов, среди которых был и Куприн, он выстрелил в себя. Пуля прошла выше сердца, парализовала руку. В тяжелом состоянии он был отправлен в больницу. В последний раз поэт принял морфий и, раскрыв книгу Поля Верлена, до последней минуты вёл записи о своих ощущениях. По свидетельству протоиерея Владимира Лозина-Лозинского, несмотря на самоубийство, был отпет по церковному обряду (воспоминания Св. Владимира опубликованы как приложение к собранию стихотворений поэта, изданному в 2008 году).
В «Петербургских зимах» Георгия Иванова есть портрет Алексея Лозина-Лозинского — скорее, это можно назвать фантастическим скетчем, почти осязаемо рисующим обстановку утренней «Бродячей собаки», инфернальному сумраку которой созвучно предстаёт призрачно-зловещая фигура несчастного и грешного поэта, рассуждающего о предпочтительном способе и времени самоубийства…: «…Прощайте, господин Лозина-Лозинский… Прощайте, неудачный поэт Любяр!.. Тут мне делается неприятно. Я знаю, что Любяр — псевдоним поэта, который несколько раз неудачно кончал с собой и, наконец, недавно, покончил. Я читал его стихи, то бессмысленные, то ясные, даже слишком, с каким-то оттенком сумасшествия. Во всяком случае, талантливые стихи. Упоминание его имени мне неприятно. Зачем тревожить память мёртвого? Я говорю это вслух. …Трогай!.. Прозябшая лошадь уносит сани. Я смотрю на визитную карточку: А. Любяр… Лозина-Лозинский… Такая-то улица…». А далее Г. Иванов вспоминает: «Месяца через два я получил повестку общества „Медный всадник“ на заседание памяти поэта Любяра. На этот раз (через три недели после нашей встречи) самоубийца-неудачник своего добился»; — и о фарсе, в который превратился вечер, устроенный Ларисой Рейснер: «Вечер был безобразный, что и говорить. Но шагая домой через Троицкий мост, я вспомнил усмешку моего недавнего ночного собеседника, и мне казалось, что, может быть, именно такими поминками был бы доволен этот несчастный человек».
Лозина-Лозинский похоронен на Митрофаниевском кладбище Санкт-Петербурга.

## Творчество
Посв. Е. А. Ш.
Это может быть, что вы не замечали,

Что на этом свете вовсе не одна,

Разные есть тишины, что тишина

Может в камне быть иль, например, в вуали.

Тишина всегда есть в искренней печали.

Я всегда искал её, её одну,

Эту сложную, большую тишину

По старинным и заглохшим амбразурам,

В лампе под зелёным абажуром

И под небом, серым, благородным, хмурым...

Так как в юности я был в любви несчастным,

Так как я скучаю и всегда один,

Так как я считаю в мире всё напрасным,

Я собрал себе коллекцию тишин.

Труд мой был безмолвным, долгим и опасным.

Слово лишь намёк роскошнейших молчаний.

Дружелюбные читатели стихов,

Вы должны быть сами полными мечтаний.

Я ещё коллекции сбираю — снов,

Глаз, закатов, тьмы и северных сияний.

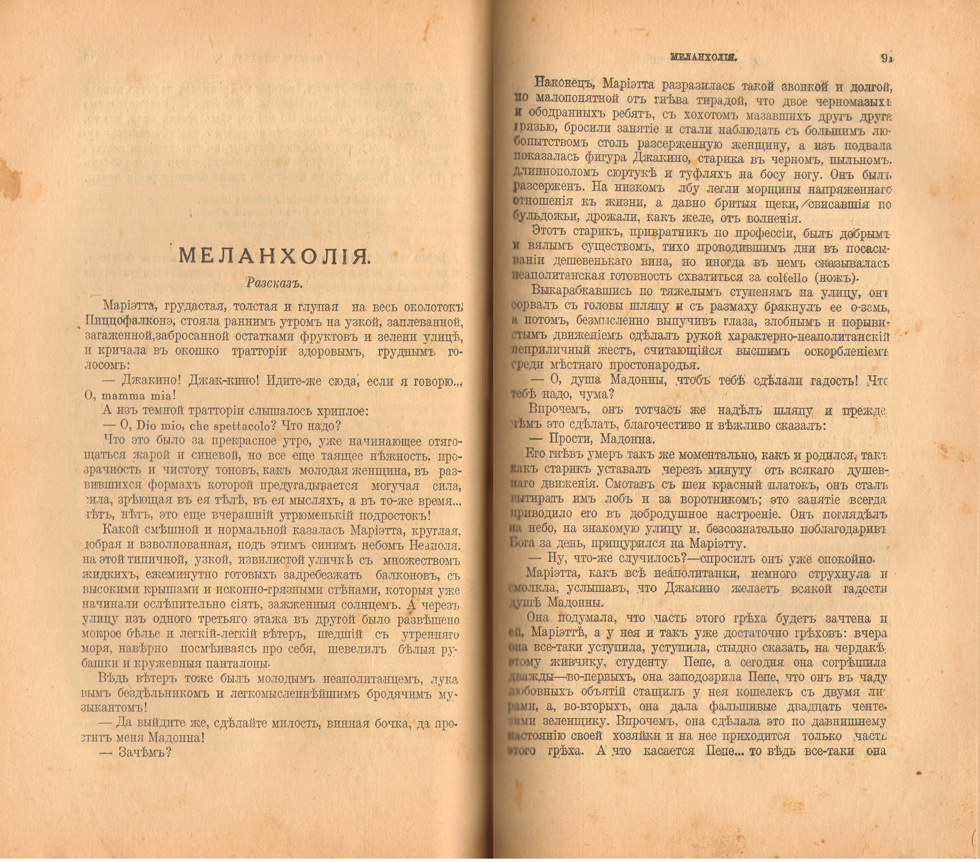
«Меланхолия». Рассказ. «Русские записки», 1916, май

Первая книга Лозина-Лозинского в духе памфлетов французской революции «Смерть призраков (Надгробное слово над последними событиями в С.-Петербургском университете)» (Санкт-Петербург, 1908) была конфискована полицией. В брошюре Лозина-Лозинский анализировал причины поражения студенческой стачки, рассматривал эволюцию студенчества «от марксизма к футболизму», показывал, как университетский «социализм» из реальности «превратился в призрак, а из призрака в прах». Итоги поражения студенческой стачки заставили Лозину-Лозинского сделать вывод о поражении революции и необходимости дальнейшей борьбы.
Автор пяти книг стихотворений. В 1912 году Алексей Лозина-Лозинский под псевдонимом Я. Любяр издал три сборника своих ранних стихов под общим названием «Противоречия». В 1916 году увидели свет две его книги — «Троттуар» и «Благочестивые путешествия» (последняя посмертно).
Живя в 1912—1913 годах в эмиграции, на Капри издал книгу «Античное общество. Рим и Киев. К вопросу о непрерывности процесса» под псевдонимом Я. Любяр. Подготовил к печати другую «Как беспроигрышно играть в рулетку в Монте-Карло? Исследования по теории вероятности».
Поэт долго жил в Италии и Франции, немало переводил. Лучшее из обнаруженного в журналах и архивах — переложения французского поэта Шарля Бодлера («Печали луны», «Сплин», «Вино одинокого», «Смерть бедных», «Голос» «Крышка») и итальянского поэта Лоренцо Стеккетти («Чуть спустит девушка немного с плеч покров…», «Зачем ты голос свой, бунтуя, подымаешь…»).
Книга «Одиночество. Капри и Неаполь. (Случайные записки шатуна по свету)», на которую невозможно было найти издателя, вышла уже после смерти поэта, в рукописи она сочувственно с положительной оценкой литературных её достоинств предварялась дружившими с А. Лозина-Лозинским А. П. Чапыгиным (за квинтэссенцию «грустно-лирического», без чего немыслимо «настоящее литературное произведение») и И. Д. Сургучёвым (их письма к поэту — ЦГАЛИ); «Меланхолия» — рассказ, который не вошёл в книгу, был напечатан В. Г. Короленко в «Русских записках» (1916, № 5), воспринявшим всю книгу как «бесплодное самоуглубление».